# 비너스 터조
비너스 터조(Venus Terzo, 1967년 10월 17일 ~ )는 캐나다의 배우, 성우이다.
몬트리올에서 태어났다.

## 영화
- 퍼펙트 하이 (2015년)
- 12 라운드 2 (2013년) - 맥켄지 역
- 곤 (2011년) - 폴라 역
- 라이스 비트윈 프렌즈 (2010년)
- 서클 오브 프렌즈 (2006년) - 수잔 역
- 바비: 페어리토피아 (2005년)
- 페인킬러 제인 (2005년)
- 마이 리틀 포니 (2005년)
- 기동전사 건담 - 시드 데스티니 (2004년)
- 바비의 백조의 호수 (2003년)
- 영화 이누야샤: 시대를 넘어선 마음 (2001년)
- 천공의 에스카플로네 - 극장판 (2000년)
- 천공의 에스카플로네 (2000년)
- 엑스맨 - 에볼루션 (2000년)
- 트랜스포머 - 비스트머신 (1999년)
- 헤븐스 파이어 (1999년)
- 보이지 오브 테러 (1998년)
- 꽃보다 남자 (1996년)
- 블랙 뷰티 (1995년)
- 매직 기프트 오브 더 스노우맨 (1995년)
- 결혼 성공하기 (1994년)
- F학점의 챔피언 (1993년)
- 할머니네로 우리는 간다 (1992년)
- 카우보이의 복수 (1991년)
- 란마 1/2 (1989년)
- 알래스카의 이방인 (1988년)
- 옥상 위의 작은 천국 (1988년)